# Straškov
Straškov je severní část obce Straškov-Vodochody v okrese Litoměřice. Prochází tudy železniční trať Roudnice nad Labem – Zlonice, železniční trať Vraňany–Libochovice a silnice II/608. V roce 2009 zde bylo evidováno 213 adres. V roce 2011 zde trvale žilo 598 obyvatel.
Straškov je také název katastrálního území o rozloze 4,29 km2.

## Historie
Obec Straškov nemá tak jasně doloženou tisíciletou historii, ale lze předpokládat, že je jako Vodochody jednou z nejstarších obcí. Díky farnosti a od roku 1865 i zřízení školy byl Straškov přirozeným centrem pro sousední obce.
Původ názvu obce není zcela doložený,ale pověst vypraví,že vznikla za vlády knížete Václava.Ve chvíli,kdy kníže projížděl místy,kde se nyní Straškov nachází,jeho kůn začal napadat na jednu nohu.Poručil tedy svému kováři "sraž kov".Jenže to bylo stále horší a proto mu posléze poručil vraž kov. Podle toho snad vznikly názvy dvou sousedních obcí Straškov a Vražkov. Nejstarší doložená písemná zmínka pochází z roku 1271.
V souvislosti se Straškovem se připomíná v knize Antonína Profouse Místní jména v Čechách vladycký rod Strašků ze Straškova, a to jakýsi Wenczeslai Strasskonis curia sua in Strasskoua, a to v roce 1271. Později,roku 1338,se tento rod připomíná v souvislosti se pří kláštera Zbraslavského a sv. Jiří na Pražském Hradě, kde je uváděn jako svědek Hynko Niemecz de Strasskow sive de Wodochod. Rod měl propachtovanou i část vesnice Vodochody, a sice tři stavení a pět poddaných. O vesnici se dělil s rodem vladyků z Žižic. Za dob husitských válek rod opustil svoji tvrz a pro svoje katolické vyznáni se uchýlil do Rakous. Později se osobou Maximiliána Albrechta von Strasskow vrátil rod do Čech, kde jeho příslušníci žijí doposud.

## Obyvatelstvo
|                                                              | 1869 | 1880 | 1890 | 1900 | 1910 | 1921 | 1930 | 1950 | 1961 | 1970 | 1980 | 1991 | 2001 | 2011 |
| ------------------------------------------------------------ | ---- | ---- | ---- | ---- | ---- | ---- | ---- | ---- | ---- | ---- | ---- | ---- | ---- | ---- |
| Obyvatelé                                                    | 408  | 450  | 416  | 405  | 509  | 562  | 646  | 518  | 563  | 568  | 539  | 476  | 558  | 598  |
| Domy                                                         | 72   | 83   | 82   | 92   | 96   | 105  | 156  | 165  | 252  | 163  | 158  | 185  | 189  | 199  |
| Počet domů z roku 1961 zahrnuje domy místní části Vodochody. |      |      |      |      |      |      |      |      |      |      |      |      |      |      |

## Pamětihodnosti

### Kostel svatého Václava
Kostel svatého Václava je gotická stavba z druhé poloviny 14. století, upravená barokně ve století 18. Jednolodní orientovaná stavba s odsazeným polygonálně uzavřeným presbytářem, předsíní v ose západního průčelí a štíhlou věžicí v severozápadním koutě lodi. Vnější vzhled je převážně dílem barokní přestavby (okna lodi a presbytáře, západní štít, lisenami členěná omítka), na gotický původ upomíná především věžice se dvěma patry hrotitých oken (horní s kružbami) a nárožími, armovanými tesanými kvádry, dále mohutné opěráky presbytáře. Ten je sklenut křížovou klenbou s šestipaprsčitým závěrem s figurálními konzolami. V severní stěně je umístěn gotický sanktuářík a erbový náhrobek ze 14. století. Loď je plochostropá s hudební kruchtou u západní stěny. Vnitřní zařízení je převážně pseudoslohové z počátku 20. století.
Kostel obklopuje bývalý hřbitov. Z centra obce k němu vede kamenné schodiště, dvě shodné vstupní brány se otevírají k jihu (na zmíněné schodiště) a k východu (na cestu k vrcholu návrší se zvonicí). Obě brány jsou barokní, s trojúhelníkovým vyvrcholením a nikami po stranách vchodu, v pokročilém stádiu rozpadu. Samotný hřbitov je silně zarostlý, s torsy několika honosných náhrobků z 19. a 20. století.

### Zvonice
Zvonice ve Straškově je představitelkou téměř bezvěžového provedení obdobných staveb. Poměr výška – šířka stěn je prakticky 1 : 1. Přízemí je zvenčí nepřístupné, do zvonového patra se vchází po vnějším schodišti od jihu. V ose každé ze čtyř stěn se zvonové patro otevírá oknem se stlačeným obloukovým záklenkem, fasády jsou zcela hladké. Zvonici kryje nízká stanová střecha s pálenou krytinou.

### Kaple J. A. Komenského
Kaple byla postavena svépomocí roku 1957 věřícími, kteří se hlásili k Církvi československé husitské. Roku 2024 byla vyhlášena sbírka na její opravu.